# Pjatrysjki
Pjatrysjki (belarusiska: Пятрышкі) är en agropolis i Belarus. Den ligger i voblasten Minsks voblast, i den centrala delen av landet, 29 km nordväst om huvudstaden Minsk. Pjatrysjki ligger 239 meter över havet och antalet invånare är 1 946.

## Natur
Terrängen runt Pjatrysjki är platt. Närmaste större samhälle är Zaslaŭje, 7,2 km sydost om Pjatrysjki.